# Сады Бет Чатто
Сады Бет Чатто, теперь известные как Растения и сады Бет Чатто, представляют собой неофициальную коллекцию исторически значимых садов, внесенных в список Национального наследия Англии II степени. Экологические сады были созданы в 1960 году растениеводом Бет Чатто из гравийной почвы и болот заброшенной фруктовой фермы, принадлежащей ее мужу, ботанику Эндрю Чатто. Это серия садов, которые демонстрируют примеры устойчивых насаждений, основанных на идее Бет Чатто «правильное растение в правильном месте».  Сады расположены в доме Белого Амбара в деревне Элмстед-Маркет, 9,7 км к востоку от Колчестера в Эссексе, Англия.
Сады Бет Чатто состоят из разнообразных посадок общей площадью 7 акров, включая сухой, прогреваемый солнцем гравий, водные и прибрежные посадки, лесные, тенистые, тяжёлые глинистые и альпийские посадки.

## История
Строительство Beth Chatto Gardens в Элмстед Маркет недалеко от Колчестера началось в 1960 году. Он был пристроен к дому семьи Чатто на земле, которая ранее принадлежала фруктовой ферме семьи Чатто. Раньше здесь не занимались земледелием, поскольку почва считалась слишком сухой в одних местах, слишком влажной в других, слишком затемнённая в третьих, и вся территория заросла терновником, ивой и мангольдом. Единственные растения, сохранившиеся с самых ранних времён, — это древние дубы, окружающие сад.
Изначально выделялись три зоны: сухая возвышенная, склон, поросший лесом и низкая, заболоченная часть. Бет Чатто стала подбирать растения, подходящие для этих условий.
Водный сад был разбит на месте бывшего болота. Он включает в себя каскад из четырех водоёмов, разделенных дамбами. В водном саду собраны водные, прибрежные и болотные растения для влажных мест.
Лесной сад был заложен в 1988 году. Он содержит травянистые растения, характерные для лесных фитоценозов при недостатке солнечного света. На территории сада есть чайный домик и магазин сувениров, а также садовый центр, где можно приобрести  многие из тех растений, которые растут в саду.
Гравийный сад был заложен в 1991 году. Особенность его в том, что в нём собраны ксерофитные растения, поэтому сад практически никогда не поливается. Это первый в мире сухой сад, а учитывая тот факт, что сад находится в одном из самых засушливых районов Англии, это было смелым начинанием. Сад пережил экстремально засушливое лето 1995 года. Сад оформлен в пейзажном стиле.
Сад каменистых осыпей был разбит садика с растениями средиземноморского климата в 1999 году. Сад содержит растения, которые используются для создания альпийских горок.
В настоящее время они включают Гравийный сад, Лесной сад, Водный сад, Длинную тенистую аллею, Сад водохранилища (перепроектированный главным садовником Асой Грегерс-Варг и директором сада и питомника Дэвидом Уордом при участии Бет) и Сад осыпей. Развитие этих мест побудило Бет Чатто написать книги по садоводству о том, что можно считать «проблемными зонами», используя растения, которые природа разработала для выживания в различных условиях.
Бет Чатто жила в белом доме, который сохранился с видом на Водный сад. Она работала с командой над созданием садов и продолжала проверять и одобрять их работу до самой смерти в мае 2018 года в возрасте 94 лет. Она участвовала в написании статей для международной и национальной прессы и выступала в международных СМИ.

## Питомник растений
Питомник растений на земле Чатто находится в ведении группы по размножению Бет Чатто и производит около 100 000 растений каждый год, большинство из которых размножаются из растений, собранных Чатто, и выращенных на месте в безторфяном компосте.  Растения рассылаются по всей Великобритании.

## Сады сегодня
Beth Chatto’s Plants & Gardens — это семейный бизнес, которым управляет внучка Бет Чатто Джулия Бултон. Онлайн-магазин питомника работает круглый год. Сады и открыты для публики в зависимости от сезона. Они занимают около 7 акров (2,83 га) и включает в себя информационный центр для посетителей, чайную, сувенирный магазин и питомник растений.  Садами управляют директор Дэвид Уорд и главный садовник Аса Грегерс-Варг.

## Внешние ссылки
- Официальный сайт